# Château de la Vieux-Cour
 (mars 2015).
Le château de la Vieux-Cour ou château de la Vieucour, est un château, étang et domaine situé à 1,2 km au nord-est d'Ahuillé dans le département de la Mayenne.

## Désignation
- Hebergamentum de Veteri Curia, 1236[1] ;
- La Viez Court, 1384[2] ;
- Le Pleisseis de la Vieilcourt, 1407[3] ;
- La Vielcourt, 1502[4] ;
- La Vieucour, château, chapelle fondée[5] ;
- La Vieu Cour, château, chapelle[6].

## Historique
Le château de la Vieux-Cour, remplace depuis 1830, une maison seigneuriale faite à l'antique qui existait en 1680. Il doit sa construction au soin de Gustave de Moulins.
Le fief et le domaine de la Vieux-Cour relevaient du comté de Laval, à charge de 15 jours de garde à la Porte Beucheresse et aux frais du suzerain pour le surplus, d'une paire de gants au seigneur de Laval et d'une paire d'éperons dorés au châtelain de Courbeveille.
Le domaine comprenait en 1236 un hébergement à la lisière de la forêt de Concise, en 1384 un domaine et le Plessay de la Viez Court.
Les armoiries d'Olivier de la Roussière furent enlevées par le seigneur de la Compaignère, qui fut condamné à les rétablir le 21 janvier 1479.
En 1680, le Vieux-Cour comptait : une maison seigneuriale faite à l'antique, chapelle, écurie, grange, colombiers, cours, jardins, vergers, bocquaiges, issues, étangs, cours d'eau, garennes, landes communes, une dizaine de métairies ou de closeries, les moulins et étangs de Goulias, la Paillardière, les Mottes, des vignes aux Cureaux de Quelaines, les fiefs et seigneuries de la Vieux-Cour et de la Motte-Tannier, et autres en dépendant, avec droits honorifiques dans les églises d'Ahuillé et de Loiron.
Le 13 juin 1799, Tugal Raimbault, son gendre et 2 domestiques furent arrêtés parce que les chouans y avaient bu du lait.
Une vue du château bâti par Gustave de Molins a été lithographiée en 1845 par Godbert. La chapelle, malgré l'indication de Jaillot, était sans fondation, on en demande la conservation en l'an XIII.

## La Petite-Vieucour
La Petite Vieucour, dite aussi le Ronceray, dont le possesseur devait au seigneur de la Vieucour, deux cierges de cire de 12 livres, le jour de la Chandeleur fut vendue en 1439 par Colin Hutin, marchand à Laval, à François de la Pommeraie  et appartint depuis aux seigneurs du Verger de Montigné.

## Liste des seigneurs
- Eudes de Saint-Berthevin donna à Robert du Verger l'hébergement de la Vieu-Cour, avec droit d'usage dans la forêt de Concise, et Emma de Laval confirma cette inféodation en 1236 ;
- Geoffroy Machefer, 1364.

### Famille de La Roussière
- Guillaume de La Roussière, 1384 ;
- Jean de La Roussière, 1398, 1444 ;
- Olivier de La Roussière, capitaine de Craon, 1481, de la Brétèche, de Montfort, procureur, puis chambellan du comte de Laval, 1496 ; il mourut en 1502, laissant veuve Marie de l'Épine ;
- Christophe de La Roussière, 1507.

### Famille de Feschal

Armes des Feschal : Vairé et contrevairé d'argent et d'azur, chargé d'une croix étroite de gueules

- Claude de Feschal, seigneur de Thuré, mari de Catherine de La Roussière, 1521, 1532 ; et les seigneurs de Thuré dans la suite. Veuf, il partagea ses enfants le 15 septembre 1547. Ses trois fils sont dits successivement seigneurs de Thuré : Charles, 1551 ; Louis, 1558, 1565, aussi seigneur de la Motte d'Aron ; c'est lui peut-être qui fut protestant ; il acheta le fief des Monceaux de l'infirmier d'Évron, 1561 ;
- Jean de Feschal, mari de Catherine Augier, chevalier de l'ordre du roi, 1580 ; il légua à l'hôpital de Laval 100 écus que paya sa veuve en 1589 ;
- Brandelis de Champagne, marquis de Villaines, épouse le 25 novembre 1558, à Saint-Ouën-des-Vallons, Anne de Feschal, qui veuve, convole vers 1620 avec  Urbain de Bouillé, et meurt à Thuré en 1652, trois avant son second mari ;
- René-Brandelis de Champagne vendit en 1680 à René Gaultier, mari de Charlotte Alleaume, et le domaine morcelé fut vendu en 1760 par les héritiers de M. Gaultier des Mortiers.

### Famille Duchemin
- Jean Duchemin, sieur de la Brochardière, (1729-1803). Il fut marié, en premières noces, à … le Maçon ; en secondes, à Geneviève Lilavois de La Varennes. Il ne laissa pas d'enfant de ces deux mariages. Il posséda la terre de Courtentré, paroisse de Vaiges, et celle de la Vieux-Cour.